# ناثان أوستن
ناثان أوستن (بالإنجليزية: Nathan Austin)‏ (15 فبراير 1994 بهارتفوردشير في المملكة المتحدة - ) هو لاعب كرة قدم بريطاني في مركز الدفاع. لعب مع نادي فالكيرك ونادي إيست فيف.

## وصلات خارجية
- ناثان أوستن على موقع قاعدة بيانات كرة القدم.إي يو (الإنجليزية)
- ناثان أوستن على موقع Soccerbase.com (لاعب) (الإنجليزية)